# Dr.倫太郎
《Dr.倫太郎》，是2015年4月至2015年6月於日本電視台水10時段（22:00 - 22:54，JST）播出的電視連續劇，由中園美保編劇，堺雅人主演。此劇亦是堺雅人初次在此時段擔任主演。

## 概要
日野倫太郎（堺雅人 飾）是一位知名的天才精神科醫生，受到患者的信賴。某天，倫太郎遇上了一位謎樣的女子夢乃（蒼井優 飾），使倫太郎的人生發生連自己都難以掌控的轉變。

## 登場人物

### 主要角色
- 日野倫太郎（41）：堺雅人 （中學時代：高橋楓翔）

慧南大學醫院的精神科醫師。單身，與愛犬同住。

### 慧南大學醫院
- 水島百合子（40）：吉瀨美智子 （中學時代：白石南帆）

慧南大學醫院的外科醫生，是倫太郎的青梅竹馬。對倫太郎有好感
- 桐生薰（39）：內田有紀
- 川上葉子（26）：高梨臨

倫太郎底下的見習醫生，倫太郎的書籍、演講內容都銘記在心，相當認真負責。喜歡倫太郎，但在告白後被拒絕。
- 福原大策（30）：高橋一生

倫太郎底下的見習醫生，學過芭蕾。喜歡川上，在川上留學前告白並被拒絕。
- 宮川貴博（41）：長塚圭史（日语：長塚圭史）
- 蓮見榮介（52）：松重豐
- 矢部街子（29）：真飛聖
- 圓能寺一雄（59）：小日向文世

### 新橋置屋
- 夢乃（29）：蒼井優

本名「相澤明良」，新橋置屋的當紅藝妓。平時個性親切無害，但轉換為藝妓身分時，卻能用曼妙的舞姿與嫵媚的深情魅惑客人。因為受到母親的兒童虐待受到心理創傷，而罹患解離性人格疾患。
- 小夢（24）：中西美帆（日语：中西美帆）
- 益田伊久美（53）：余貴美子

藝名「夢千代」，現役的藝妓。對夢乃來說是如親人一般的人。對於無法發現夢乃的病情相當自責。
- 女將：長谷川稀世（日语：長谷川稀世）

置屋的女將。

### 其他
- 荒木重人（52）：遠藤憲一

倫太郎的學長。
- 中畑（日野）圓（中畑まどか）（35）：酒井若菜

倫太郎的妹妹，跟倫太郎感情很好，心中默認水島是輪太郎的女友。
- 池正行（67）：石橋蓮司

某國會議員的發言人。
- 三枝（55）：澀谷謙人（日语：渋谷謙人）

瑠璃子的小男友。
- 相澤瑠璃子（相沢るり子）（55）：高畑淳子

夢乃的媽媽，以前是藝妓。長年成癮賭博，在欠債後偷取公款，在被討債之際找上夢乃要求幫她還償債務。

### 客串角色
第一話
- 阿川繭子（30）：近藤春菜

企圖跳樓自殺的OL。
- 繭子的母親：高間智子

第二話
- 風間信之介（60）：辻萬長（日语：辻萬長）

知名小說家。因為新作品受到嚴厲批評，開始出現精神不穩定的狀況。
- 保坂睦美（保坂むつみ）：堀内敬子

風間的秘書。長年在風間身邊支持著他。
- 内藤：渡邊憲吉（日语：渡辺憲吉）

出版社社長。
第三話
- 小林弓子：宮本真希

司的妻子，因為身負重傷緊急住院。
- 小林司：北村有起哉（日语：北村有起哉）

弓子的丈夫。警視廳刑事部搜查二課長，階級為警視。
第四話
- 三浦牧子：舞子（日语：マイコ (女優)）

前首席女舞者。丈夫死後，因長期憂鬱到醫院看診，並控訴在診療過程中遭受宮川的性騷擾。
- 三浦千果：井上琳水（日语：井上琳水）

牧子的女兒。
第五話
- 大瀧娜美（大滝ナミ）：濱川文美江（日语：ハマカワフミエ）

賭博成癮症的患者，主治醫生為福原大策（高橋一生 飾）。
- 大瀧久美子：福井裕子（日语：福井裕子）

娜美母親。
第六話
- 星野好美：山田真步（日语：山田真歩）

認為自己被跟蹤狂跟蹤而前來求診的病患，實為倫太郎的狂熱粉絲。
第七話
- 桐生深也：平林智志

桐生薰（內田有紀 飾）的兒子，有言語障礙。美術展雕刻部門獲獎，有學者症候群的徵狀。
第八話
- 里中美月：町田麻里（日语：町田マリー）

荒木與蓮見在10年前曾治療過的病人，患有被害妄想症與短期記憶障礙。

## 製作人員
- 原案：清心海（日语：清心海）《Therapeutic Love》（KADOKAWA）
- 劇本：中園美保、相內美生（日语：相内美生）
- 導演：水田伸生、相澤淳（日语：相沢淳）
- 音樂：三宅一德
- 精神科醫生協助：和田秀樹
- 視覺特效總監：小田一生（日语：小田一生）
- 片頭標題：影山達也
- 日本舞蹈顧問兼指揮：花柳糸之（日语：花柳糸之）
- 藝妓顧問：柳瀬真知子
- 日本傳統音樂顧問：西川啓光
- 精神科醫療顧問：高橋祥光、古賀良彦、平安良雄
- 外科醫療協助：松尾成吾
- 心理療法指導：田中阿須見（田中あず見）
- 外科醫療顧問：新村核
- 監製：霜田一壽（The Works）、大垣一穗（The Works）
- 製作總監：神藏克（日语：神蔵克）
- 製作人：次屋尚（日语：次屋尚）、大塚英治（日语：大塚英治）（K Factory）
- 協助製作：K Factory（日语：ケイファクトリー）
- 出品：日本電視台

## 播出日程及收視率
- 收視率最高值以紅色表示，收視率最低值以蓝色表示。

| 集數                                                     | 播出日期 | 標題                                                     | 編劇     | 導演     | 病症                            | 收視率 |
| -------------------------------------------------------- | -------- | -------------------------------------------------------- | -------- | -------- | ------------------------------- | ------ |
| 第1話                                                    | 4月15日  | 來吧，迷途的羔羊們！能診斷你的心嗎？                     | 中園美保 | 水田伸生 |                                 | 13.9%  |
| 第2話                                                    | 4月22日  | 我是這樣認為的，戀愛就像一時性的精神疾病                 | 中園美保 | 水田伸生 | 思覺失調                        | 13.2%  |
| 第3話                                                    | 4月29日  | 彼此深愛的夫妻發生半夜家暴事件！？                       | 相內美生 | 相澤淳   | 睡眠行動障礙                    | 13.7%  |
| 第4話                                                    | 5月06日  | 跳舞的精神科醫生與不能跳舞的芭蕾舞者！突發的性騷擾事件！ | 中園美保 | 水田伸生 | 解離性人格疾患、 戲劇化人格違常 | 13.9%  |
| 第5話                                                    | 5月13日  | 這就是戀愛？精神科醫生與賭博成癮的少女打賭！？           | 中園美保 | 水田伸生 | 賭博成癮                        | 10.8%  |
| 第6話                                                    | 5月20日  | 愛與恨的界線何在？襲擊精神科醫生的跟蹤狂事件！           | 相內美生 | 相澤淳   | 邊緣性人格障礙、 人為疾患       | 12.6%  |
| 第7話                                                    | 5月27日  | 封閉內心的少年所發生的奇蹟！？我來保護媽媽！             | 中園美保 | 水田伸生 | 自閉症光譜                      | 12.3%  |
| 第8話                                                    | 6月03日  | 白色巨塔的陰謀！失去視力的腦外科醫師野心與決定           | 相內美生 | 相澤淳   | 心理性視覺障礙                  | 11.0%  |
| 第9話                                                    | 6月10日  | 走投無路的醜聞！？精心策劃的滅亡之路！                   | 中園美保 | 水田伸生 | 神經性暴食症                    | 12.7%  |
| 最終話                                                   | 6月17日  | 最重要的是？賭上人生的最後選擇                           | 中園美保 | 水田伸生 | 急性壓力障礙                    | 13.0%  |
| 平均收視率12.71%（收視率由Video Research於關東地區統計） |          |                                                          |          |          |                                 |        |

## 外部連結
- 《Dr.倫太郎》日本電視台官方網站（页面存档备份，存于）（日語）
- 緯來日本台官方網站（页面存档备份，存于）（繁體中文）
- 互联网电影数据库（IMDb）上《Dr.倫太郎》的资料（英文）

| 日本電視台 日本電視台週三連續劇   | 日本電視台 日本電視台週三連續劇      | 日本電視台 日本電視台週三連續劇 |
| --------------------------------- | ------------------------------------ | ------------------------------- |
|                                   | Dr.倫太郎 （2015年4月15日－6月17日） |                                 |
| 某某妻 （2015年1月14日－3月18日） | 花咲舞無法沉默（續篇） （2015年7月8日－9月16日）   |                                 |

| 臺灣 緯來日本台 週一至週五 21:00 - 22:00 | 臺灣 緯來日本台 週一至週五 21:00 - 22:00 | 臺灣 緯來日本台 週一至週五 21:00 - 22:00 |
| ---------------------------------------- | ---------------------------------------- | ---------------------------------------- |
|                                          | （2016年5月9日－5月20日）                |                                          |
| （2016年4月25日－5月6日）                | 阿淺 （2016年5月23日－8月4日）           |                                          |